# Células Mesenquimais do Sangue Menstrual (CeSaM)
As células mesenquimais do sangue menstrual (CeSaM) são de fácil obtenção, não requerem procedimentos invasivos, como as outras fontes de células mesenquimais, e o material é abundante. O sangue menstrual pode ser coletado nos dias de maior fluxo durante a menstruação, sendo armazenado em um coletor de urina e pode ser levado para o laboratório para ser processado imediatamente ou permanecer sob refrigeração até o processamento. As células expandem rápido e apresentam uma excelente sobrevida em laboratório. Todas essas características colocam as CeSaM como uma fonte interessante de células
Entre 2015 e 2022, a antropóloga Daniela Manica acompanhou o cotidiano da pesquisa sobre essas células. Essa investigação etnográfica foi junto de cientistas do campo biomédico da Universidade Federal do Rio de Janeiro (UFRJ) . Durante sua trajetória acadêmica, Manica investigou a menstruação por uma perspectiva sócio-antropológica e, por motivações feministas, se interessou nesse engajamento do sangue menstrual como fonte de células-tronco. Um dos principais resultados dessa sua pesquisa  é que, mesmo preenchendo a maioria dos requisitos desejáveis para um tecido corporal utilizado em experimentos, as CeSaM permanecem em uma posição bastante marginal. Manica e colaboradoras observaram que publicações em periódicos da área com as CeSaM representam apenas 0,25% dos artigos sobre células mesenquimais. Não existe nenhuma explicação técnico-científica para tal escolha. As autoras argumentam que a razão correlacionada é o fato desse tecido ser marcado por questões sociais e por um viés de gênero. A desconfiança com a viabilidade do desenvolvimento dessa tecnologia teria a ver com a possível limitação dela somente poder ser usada em corpos menstruantes.
Por uma marcação de gênero nas CeSaM, os cientistas da área biomédica assumem que aplicações futuras com essas células poderiam “apenas” beneficiar mulheres sendo uma das razões para sua baixa utilização. Mesmo que a existência de diversos corpos menstruantes e mulheres que não menstruam embaralhem essa associação, essa diversidade tende a ser ignorada pelo campo biomédico. Existem corpos não femininos que menstruam, como pessoas trans, não-binárias e intersexo, e existem corpos femininos que não menstruam, como mulheres na menopausa e pessoas trans.
Não há nenhum impeditivo do ponto de vista técnico para que tecnologias futuras com as CeSaM não possam ser utilizadas por corpos não menstruantes, excetuando-se casos que se utilizam células do próprio paciente. Mesmo com a descontinuidade que os procedimentos laboratoriais tendem a produzir entre a célula e sua origem, as CeSaM mantêm mais intensamente a continuidade com sua fonte, sendo marcada como uma célula feminina. Ou seja, uma marcação de gênero de sua fonte de obtenção se traduz em uma associação ao sexo dessas células. As CeSaM não alcançam um espaço mais central porque os cientistas não as consideram como uma célula humana, apenas feminina.
As CeSaM já foram tema de episódios de podcast de divulgação científica. No episódio Uma antropóloga na sala de cultura do Podcast Mundaréu, as CeSaM são descritas como uma abertura para fazer antropologia da ciência e feminismo acadêmico. Também no episódio no Estranha célula das entranhas do Podcast Oxigênio, Manica conta da sua pesquisa com as CeSaM, com foco na relação entre gênero, menstruação e ciência.